# Mike Shinoda
Michael Kenji (Mike) Shinoda (Agoura Hills, Californië, 11 februari 1977) is een Amerikaanse producer, rapper, songwriter, zanger, multi-instrumentalist, ontwerper en beeldend kunstenaar. Hij is de oprichter van Fort Minor en medeoprichter van de band Linkin Park.

## Biografie
Shinoda groeide in de buitenwijk Agoura Hills van Los Angeles op als de zoon van de Japans-Amerikaanse Leslie Shinoda en Kim Shinoda. Hij heeft een jongere broer genaamd Jason Shinoda.
Naar de wens van zijn moeder ging Shinoda op zijn zesde klassieke pianolessen nemen, waarvoor zijn enthousiasme pas aan het begin van zijn tienertijd groter werd. Op zijn dertiende uitte hij zijn verlangen om ook jazz-, blues- en hiphopmuziek te spelen. Gedurende zijn middelbareschoolperiode leerde hij de gitaar te bespelen en begon hij te rappen op cassettes van hiphopiconen uit die tijd.
Na zijn tienerjaren begon Shinoda ook muziek te maken samen met Brad Delson, een schoolvriend en de huidige gitarist van Linkin Park, die hij op de Agoura High School ontmoette. Daar sloot Shinoda tevens vriendschap met Rob Bourdon, de voormalig drummer van de band, en enkele leden van de band Hoobastank. Delson moedigde Shinoda aan zijn interesse in rap te verdiepen en om beter muziek te kunnen spelen, zette hij een kleine studio op op zijn kamer waar hij met Delson nummers schreef en opnam. Tegen het einde van zijn schooltijd raakte Bourdon ook geïnteresseerd in hun muzikale ondernemingen en samen vormden zij de groep Xero en begonnen zij hiermee een carrière in de muziekindustrie op te bouwen.
Nadat Shinoda afgestudeerd was, ging hij naar het Pasadena Art College of Design om illustratie en grafisch ontwerp te studeren. Daar ontmoette hij dj Joseph Hahn, die aan de band toegevoegd werd, en ook bassist Dave "Phoenix" Farell, Delsons kamergenoot, deed mee. Nadat hij zijn studie op zijn 21e had voltooid, kreeg hij al spoedig een baan als grafisch ontwerper. Met zijn achtergrond als grafisch ontwerper ontwierp Shinoda samen met Hahn bijna al het artwork van Linkin Park. Hij ontwierp ook het debuutalbum van de Styles of Beyond, 2000 Fold, en zijn eigen The Rising Tied (een album van zijn nevenproject Fort Minor). Hij organiseerde in 2007 een tentoonstellingen van zijn werken.

## Linkin Park
De band veranderde zijn naam in Hybrid Theory en na het vertrek van Wakefield, die manager van de band Taproot werd, werd er een tweede zanger toegevoegd, de uit Phoenix afkomstige Chester Bennington. Kort daarna werd de band Linkin Park genoemd en begonnen de opnamen van hun eerste album Hybrid Theory, vernoemd naar de vroegere naam van de band. Van het begin af aan was Shinoda nauw betrokken bij het opnameproces en hij produceerde de eerste ep van de band, die ook de titel Hybrid Theory meekreeg.
De band startte de zoektocht naar een label, maar nog steeds met weinig succes. Na jaren vergeefs zoeken tekenden ze uiteindelijk, opnieuw met de hulp van Jeff Blue, in 2000 een contract met Warner Bros. Records.
Op 24 oktober 2000 bracht Linkin Park het debuutalbum Hybrid Theory uit, waarbij Bennington en Shinoda de teksten schreven op basis van eerder werk. Shinoda, die samen met Hahn ook verantwoordelijk was voor het artwork, beschreef de songteksten als universele gevoelens, emoties en ervaringen en als "de alledaagse emoties waar je over praat en waar je aan denkt". Het album was een groot succes: het was met 4,8 miljoen verkochte exemplaren het snelst verkochte album in de Verenigde Staten en werd daar later nog  miljoenen keren verkocht, goed voor een diamanten plaat. Het bereikte in Nederland platina en de grootste single In the End bereikte de vijfde plek. Linkin Park vestigde zich als een van de grotere bands in het rapmetal- en nu-metalgenre. In 2002 kwam het door Shinoda geproduceerde Reanimation uit, een remixalbum waarop alle tracks van Hybrid Theory en enkele B-kanten en enkele nummers van de ep geremixt zijn. Shinoda remixte in zijn thuisstudio de nummers Pushing Me Away tot P5hng Me A*wy en Crawling tot Krwlng. Hierna produceerde hij en deed hij mee op It's Goin' Down van de X-Ecutioners. In 2003 kwam Meteora uit, waaraan Shinoda opnieuw als studiotechneut zijn werk deed en tijdens concerten voor het eerst achter de keyboard plaatsnam. Hij ontwierp in samenwerking met Hahn en de Nederlandse graffitikunstenaar DELTA het podium van de band dat tot 2007 tijdens concerten werd gebruikt en zorgde voor het artwork.

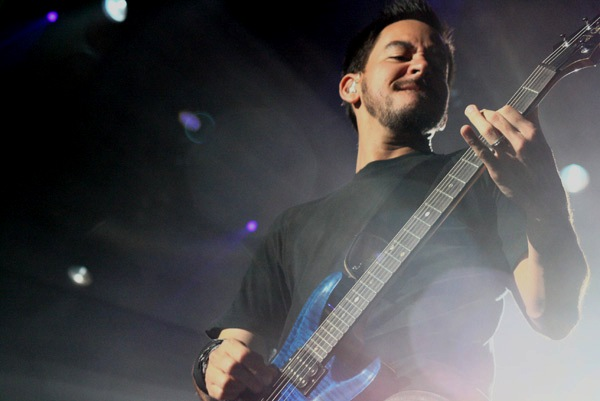
Vanaf 2007 had Shinoda zowel in de studio als live meer een rol op de achtergrond.

Eind 2004 verscheen Collision Course, een mashupalbum van Jay-Z en de band. Shinoda was opnieuw betrokken bij de opnamen door de producer en mixer van het project te zijn, en met succes, want hij won voor de single Numb/Encore de Grammy voor rap-/zangsamenwerking. Drie jaar later bracht de band het derde studioalbum Minutes to Midnight uit, met Shinoda als medeproducer naast Rick Rubin. Op het album sloeg de band lyrisch en muzikaal een andere kant in en in tegenstelling tot de eerdere albums, was Shinoda's vocale inbreng drastisch gedaald. Hij rapte slechts op twee nummers en nam voor het eerst de zangpartij voor zijn rekening in de nummers In Between, The Little Things Give You Away en het B-kantnummer No Roads Left.
In 2009 bracht de band de leadsingle New Divide van de Transformers: Revenge of the Fallen-film uit, een nummer dat Shinoda zelf mixte en produceerde. Een jaar later verscheen het vierde studioalbum van de band, A Thousand Suns, waarvoor hij opnieuw de productie met Rubin verzorgde. Shinoda viel op dit album op door het relatieve hoge aantal nummers waarop hij zong, zoals Burning in the Skies, Robot Boy, Blackout en Iridescent. In 2012 wilde Shinoda het sonische verleden op de albums samenbrengen op Living Things. Dit resulteerde in een album met soms het harde geluid en de raprock van de eerste twee albums en het elektronische geluid van het laatste.
In 2014 bracht zijn band het zesde studioalbum The Hunting Party uit, sinds de ep Hybrid Theory het eerste album zonder productie van buiten de band. Met dit album, geproduceerd door Shinoda en Delson, wilde de band een statement maken tegen het gebrek aan harde rock op de Amerikaanse rockradiostations.

## Fort Minor

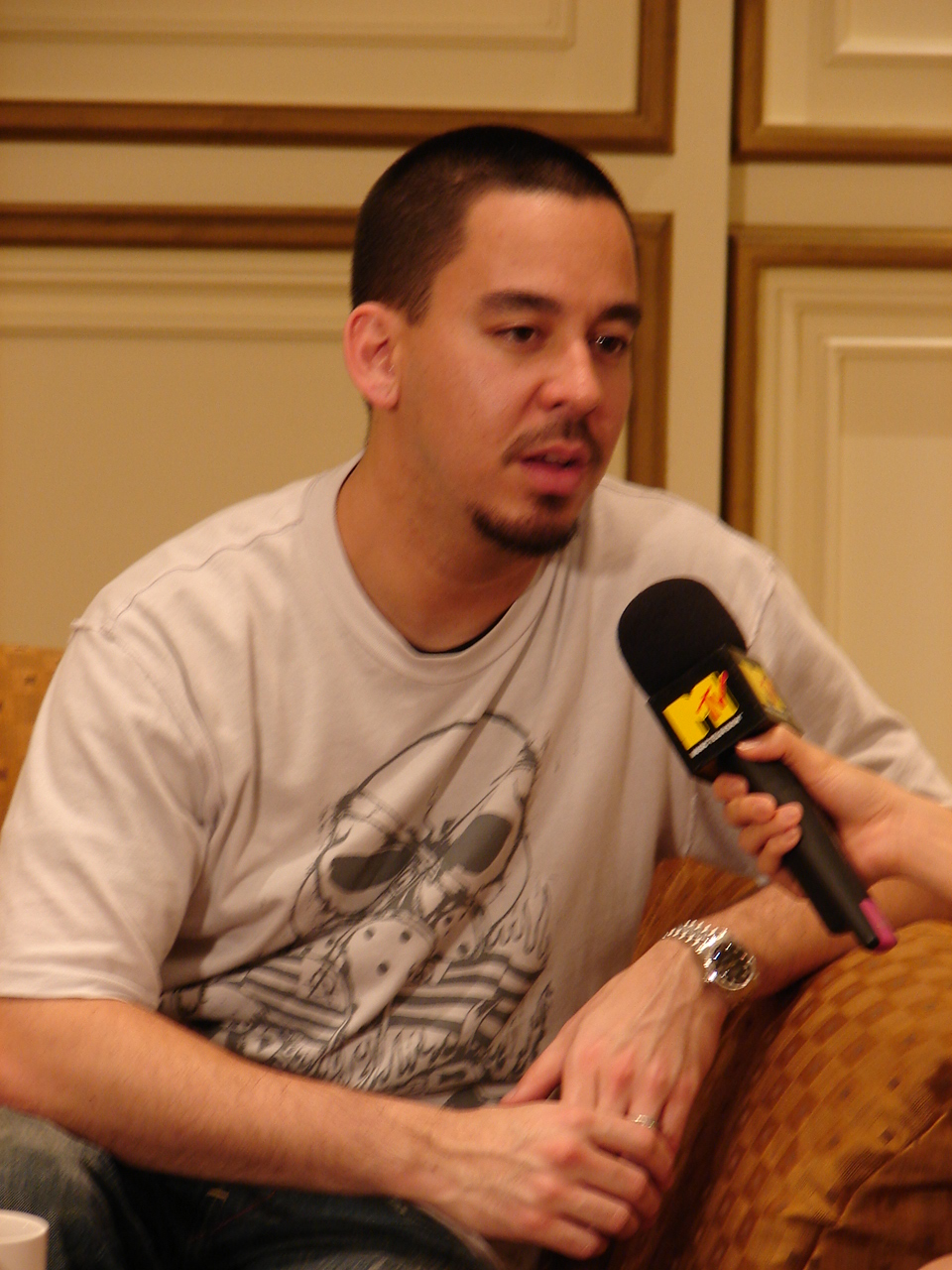
Shinoda met zijn project Fort Minor in Azië

Shinoda formeerde in 2005 een zijproject onder de naam Fort Minor omdat hij zijn hiphopaspiraties niet kon uiten in Linkin Park. Hij koos voor een pseudoniem in plaats van zijn echte naam zodat men zich op de muziek moest richten en werkte met vrienden aan het album. Hij bespeelde alle instrumenten, op het strijkwerk en de koren na, op het album zelf in. Het debuutalbum The Rising Tied werd 21 november 2005 uitgebracht met samenwerkingen met Styles of Beyond, Lupe Fiasco, Common, Black Thought van The Roots, John Legend, Holly Brook en Jonah Matranga en had Jay-Z als uitvoerend producent. De singles Remember the Name, Petrified en Believe Me deden het, tegen de verwachtingen in, slecht, maar met het nummer Where'd You Go behaalde het project onverwacht een top-tien notering in de Nederlandse Top 40 en zelfs een vierde positie in de Amerikaanse Billboard Hot 100.
Op Linkin Parks Minutes to Midnight brak de band met de statische stijl die de eerste twee albums kenmerkte. De stilistische grenzen vervaagden, waardoor Shinoda zijn hiphopkant nu ook in Linkin Park kwijt kon. Voorbeelden hiervan zijn When They Come for Me op A Thousand Suns en Until It Breaks op Living Things. Hierdoor had Shinoda geen behoefte aan een nieuw Fort Minor-album, hoewel hij dit nooit uitsloot. In 2015 bracht hij met zijn zijproject onverwacht het nummer Welcome uit. Het nummer ontstond tijdens een schrijfsessie die niet specifiek voor Fort Minor bedoeld was, maar het nummer leende zich daar wel voor uit. Shinoda wilde niet dat dit nummer een Linkin Park-nummer zou worden en bracht het uit, zonder, naar eigen zeggen, onderdeel te zijn van een nieuwe Fort Minor-album.

## Kunst en schilderijen
Shinoda was in 1998 de jongste in zijn klas van afgestudeerden van de Art Center College of Design of Pasadena en behaalde een Bachelor of Arts voor Illustratie. Hij heeft invloed gehad in vele artistieke gedeeltes van Linkin Park, waaronder het artwork van de albums, de merchandise, webdesign en de podia tijdens concerten.
In 2003 remixte hij de schoen Clientele uit de DC Shoes-reeks door de kleuren en materiaal te veranderen, de verpakking te ontwerpen en de reclame ervan. Het jaar erop ontwierp hij de Kid Robot Munny-pop voor het goede doel.
In 2004 maakte Shinoda een serie van tien schilderen die de basis voerden voor de cover van The Rising Tied. Deze schilderingen speelden ook een rol op Shinoda's eerste kunsttentoonstelling Diamonds Spades Hearts & Clubs, waar de artiest dertien extra ontwerpen voor maakte.
Ter bevordering van de kunst, startte Shinoda een beurs bij de Art Center College of Design om zo toekomstige studenten illustratie en grafische ontwerpers te ondersteunen. Deze fonds, de Michael K. Shinoda Endowed Scholarschip, hangt van de noodzaak en verdienste van de student af. Het werd voor het eerst in 2006 uitgedeeld. Deze beurs is verkregen door de verkopen van de artwerk op zijn website, tentoonstellingen en zijn projecten voor DC Shoes.
Shinoda zette zijn kunstaspiraties op een hogere versnelling in 2008, beginnend door op 11 juli zijn tweede tentoonstelling Glorious Excess (BORN) op poten te zetten, waar deze de eerste van een tweeluik is. Het project ging in de Japanese American National Museum in Los Angeles in première, en bevatte negen werken. Het tweede deel Glorious Excess (DIES) stond gepland voor januari. Ook remixte Shinoda wederom een schoen voor DC Shoes.
In april 2009 verkreeg Shinoda het Doctoraat van de Humane Letters, waardoor hij de titel doctor heeft gekregen.

## Persoonlijk leven
Shinoda is sinds 10 mei 2003 getrouwd met Anna Hillinger, die nu een kinderboekenschrijver is. Samen hebben zij een zoon. Shinoda schreef het nummer Where'd You Go voor zijn vrouw.

## Discografie
Mike Shinoda staat ook bekend als mixer en producer. De meeste door hem geproduceerde albums zijn van zijn de non-studioalbums van Linkin Park.

### Met Linkin Park

#### Studioalbums
- Hybrid Theory (2000)
- Meteora (2003)
- Minutes to Midnight (2007)
- A Thousand Suns (2010)
- Living Things (2012)
- The Hunting Party (2014)
- One More Light (2017)

#### Remixalbums
- Reanimation (2002)
- Collision Course (2004)
- Recharged (2013)

#### Ep's
- Xero Sampler Tape (1997, als Xero)
- Hybrid Theory (1999)
- Songs from the Underground (2008)

### Met Fort Minor

#### Studioalbums
- The Rising Tied (2005)

#### Mixtapes
- Fort Minor: Sampler Mixtape (2005)
- DJ Green Lantern Presents Fort Minor: We Major (2005)

### Solo

#### Studioalbums
- Post Traumatic (2018)

#### Ep's
- Post Traumatic EP (2018)

### Als producer
| Jaar | Nummer                               | Album                                   | Artiest                                                | Opmerking                             |
| ---- | ------------------------------------ | --------------------------------------- | ------------------------------------------------------ | ------------------------------------- |
| 1999 | Alle                                 | Hybrid Theory (ep)                      | Linkin Park                                            |                                       |
| 1999 | Marco Polo                           | 2000 Fold                               | Styles of Beyond                                       |                                       |
| 2000 | My December                          | Hybrid Theory                           | Linkin Park                                            |                                       |
| 2002 | It's Goin' Down                      | Built from Scratch                      | The X-Ecutioners ft. Linkin Park                       |                                       |
| 2002 | Alle                                 | Reanimation                             | Linkin Park                                            |                                       |
| 2002 | Alle                                 | Underground V2.0                        | Linkin Park                                            | ep                                    |
| 2003 | Alle                                 | Linkin Park Underground 3.0             | Linkin Park                                            | ep                                    |
| 2004 | Alle                                 | Linkin Park Underground 4.0             | Linkin Park                                            | ep                                    |
| 2004 | Enjoy the Silence (Reinterpreted)    | Remixes 81 - 04                         | Depeche Mode                                           |                                       |
| 2004 | Alle                                 | Collision Course                        | Jay-Z vs. Linkin Park                                  |                                       |
| 2005 | Alle                                 | Linkin Park Underground 5.0             | Linkin Park                                            | ep                                    |
| 2005 | Alle                                 | The Rising Tied                         | Fort Minor                                             |                                       |
| 2006 | Alle                                 | Linkin Park Underground 6.0             | Linkin Park                                            | ep                                    |
| 2006 | The Instrumental                     | Food & Liquor                           | Lupe Fiasco                                            |                                       |
| 2007 | The Awakening                        | Quinn Allman                            | Soundtrack Chapter 27; Het nummer haalde de film niet. |                                       |
| 2007 | Alle                                 | Minutes to Midnight                     | Linkin Park                                            | Co-producer (met Rick Rubin)          |
| 2007 | Second to None                       | Transformers: The Album; Reseda Beach   | Styles of Beyond                                       | Gastbijdrage en productie; soundtrack |
| 2007 | You Cannot Fuck With This            | Razor Tag mixtape                       | Styles of Beyond ft. Celph Titled                      |                                       |
| 2007 | Hard [MS Remix]                      | Razor Tag mixtape                       | Styles of Beyond                                       |                                       |
| 2007 | What I've Done (Distorted Remix)     | Bleed It Out (single)                   | Linkin Park                                            |                                       |
| 2008 | L.O.A.T.R (M. Shinoda Remix)         | Leave Out All the Rest EP               | Linkin Park                                            |                                       |
| 2008 | We Made It                           |                                         | Busta Rhymes ft. Linkin Park                           |                                       |
| 2008 | Lockjaw                              |                                         | Linkin Park                                            |                                       |
| 2009 | Death to Analog (Mike Shinoda Remix) | Death to Digital                        | Julien-K                                               |                                       |
| 2009 | New Divide                           | Transformers: Revenge of the Fallen OST | Linkin Park                                            | Soundtrack                            |
| 2009 | Shoot First                          | Wanna Snuggle?                          | Apathy                                                 |                                       |
| 2009 | Across the Line                      | LP Underground 9: Demos                 | Linkin Park                                            | Co-producer (met Rick Rubin)          |
| 2009 | Fear                                 | LP Underground 9: Demos                 | Linkin Park                                            | Co-producer (met Rick Rubin)          |
| 2009 | Drum Song                            | LP Underground 9: Demos                 | Linkin Park                                            | Co-producer (met Rick Rubin)          |
| 2010 | Not Alone                            | Download to Donate for Haiti            | Linkin Park                                            | Co-producer (met Rick Rubin)          |
| 2010 | Never Let Me Down                    | Download to Donate for Haiti            | Kenna                                                  | Co-producer (met Chad Hugo)           |
| 2010 | Resurrection                         | Download to Donate for Haiti            | Lupe Fiasco & Kenna                                    |                                       |
| 2010 | Carry Me Away                        | Rise Up                                 | Cypress Hill                                           | Gastbijdrage en productie             |
| 2010 | Blackbirds                           | Linkin Park Presents: 8-Bit Rebellion!  | Linkin Park                                            | Co-producer (met Rick Rubin)          |
| 2010 | Alle                                 | A Thousand Suns                         | Linkin Park                                            | Co-producer (met Rick Rubin)          |
| 2011 | Issho Ni                             |                                         | Linkin Park                                            |                                       |
| 2012 | Alle                                 | The Raid: Redemption                    | Mike Shinoda                                           | met Joseph Trapanese / Soundtrack     |
| 2012 | Alle                                 | Medal of Honor: Warfighter              | Mike Shinoda                                           | met Ramin Djawadi / Soundtrack        |

### Als remixer
| Jaar | Track                                | Album                       | Artiest          |
| ---- | ------------------------------------ | --------------------------- | ---------------- |
| 2002 | Opening                              | Reanimation                 | Linkin Park      |
| 2002 | P5hng Me A*wy                        | Reanimation                 | Linkin Park      |
| 2002 | By_Mslf                              | Reanimation                 | Linkin Park      |
| 2002 | Krwlng                               | Reanimation                 | Linkin Park      |
| 2004 | Enjoy the Silence (Reinterpreted)    | Remixes 81 - 04             | Depeche Mode     |
| 2007 | Hard/Hard (Mike Shinoda Remix)       | Razor Tag Mixtape           | Styles of Beyond |
| 2008 | L.O.A.T.R (M. Shinoda Remix)         | Leave Out All the Rest (ep) | Linkin Park      |
| 2009 | Death to Analog (Mike Shinoda Remix) | Death to Digital            | Julien-K         |
| 2009 | Gold Guns Girls (Mike Shinoda Remix) |                             | Metric           |

Emily Armstrong · Chester Bennington · Rob Bourdon · Colin Brittain · Brad Delson 
Dave Farrell · Joe Hahn · Scott Koziol · Mike Shinoda · Mark Wakefield
Mike Shinoda
- Biblioteca Nacional de España: XX5592678
- Bibliothèque nationale de France: cb14574225w (data)
- Gemeinsame Normdatei: 135297257
- International Standard Name Identifier: 0000 0001 1494 4860
- Library of Congress Control Number: n2005083531
- MusicBrainz: c262b6bf-be56-4b26-bceb-42d7a27342f3
- Nationale Bibliotheek van Tsjechië: ola2002152803
- Système universitaire de documentation: 166614130
- Virtual International Authority File: 84965868
- WorldCat: E39PBJtxdmdxKdfG7383mBxMT3